# Mauser Mod.1878 (Zig-Zag)
El Mauser Mod.1878, también conocido como M78 Oberndorf y apodado «Zig-Zag» en alusión al diseño de su tambor, era un revólver de acción simple, fabricado por la firma Mauser a finales del siglo XIX. Los primeros modelos disparaban un cartucho calibre 7,92 mm.

## Historia
Diseñado por Paul Mauser con la designación de fábrica Construktion 1878 (C78), fue pensado para ofrecer una alternativa a la mayoría de los revólveres contemporáneos con un mecanismo supuestamente más simple, que alineaba la recámara del tambor con el ánima del cañón de un modo más seguro. El revólver «Zig-Zag» original tenía un armazón macizo con portilla de recarga y extractor manual de varilla bajo el cañón. Fue la primera arma auxiliar militar alemana en emplear modernos cartuchos metálicos. Reemplazó a los anteriores revólveres de aguja y sistema Lefaucheaux.
A pesar de tratarse de un arma eficaz y con buen acabado, los hermanos Mauser trataron de venderlo al ejército alemán, especialmente al ejército del Reino de Württemberg sin mucho éxito; en 1879 se realizaron evaluaciones de diferentes revólveres alemanes y fue rechazado porque se consideró que su sistema con tambor 'zig-zag' era demasiado complejo, ganando el concurso el M1879 Reichsrevolver, y sólo fue adquirido por unos pocos militares de forma individual.
En 1886 se introdujo una versión mejorada con armazón abierto, cañón basculante y extractor automático, que empleaba cartuchos de 9 mm.
En 1896 estos y otros revólveres en servicio fueron reemplazados por la pistola semiautomática Mauser C96, pero muchos de estos se mantuvieron en uso hasta después de la Primera Guerra Mundial.

## Revólver de impresión 3D
El Zig zag es un revólver de impresión 3D calibre 9 mm, publicado en mayo de 2014. Fue creado utilizando una impresora 3D de $500, cuya marca no ha sido revelada por el creador. Su creador es un ciudadano japonés de Kawasaki[cita requerida], llamado Yoshitomo Imura. Él fue arrestado en mayo de 2014, después de subir un video a internet donde dispara un revólver de impresión 3D Zig zag. Es el primer revólver japonés de impresión 3D que puede disparar cartuchos con bala.

## Galería

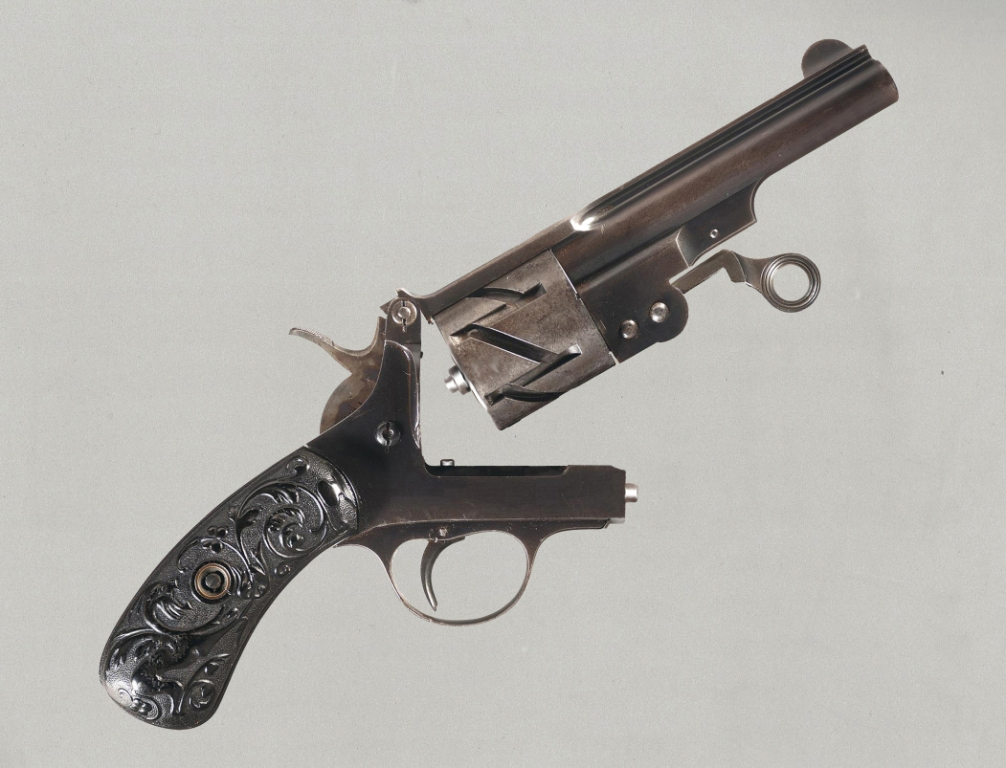
Un Mauser M78 abierto.
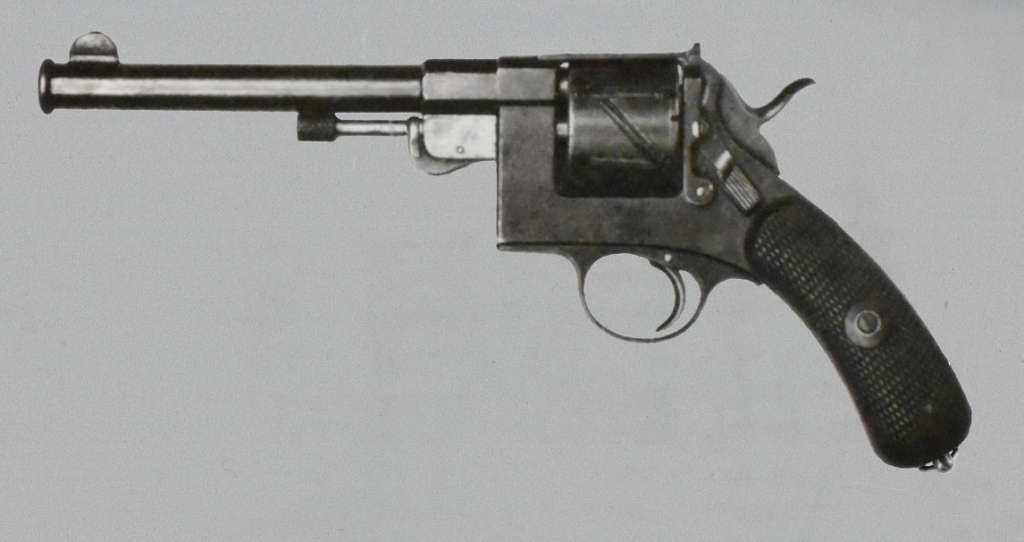
El Mauser C78, con armazón macizo.